# 1891 في سويسرا
فيما يلي قوائم الأحداث التي وقعت خلال عام 1891 في سويسرا.

## سياسة

### تعيين في المنصب
- 1 يناير – إميل فراي عضو المجلس الفيدرالي السويسري.

## مواليد

### يناير
- 29 يناير – آر نوريس ويليامز لاعب كرة مضرب أمريكي.

### يوليو
- 12 يوليو – اوسكار بايدر
- 18 يوليو – هيلين ستالين

### سبتمبر
- 10 سبتمبر – كارل ياكوب بوركهارت

## وفيات

### مايو
- 10 مايو – كارل نيغلي (مواليد 1817) عالم نبات سويسري.